# Liste der Gemeindeverbände im Département Moselle
Das Département Moselle liegt in der Region Grand Est in Frankreich. Es untergliedert sich in 23 Gemeindeverbände.
Siehe auch: Liste der Gemeinden im Département Moselle

## Gemeindeverbände

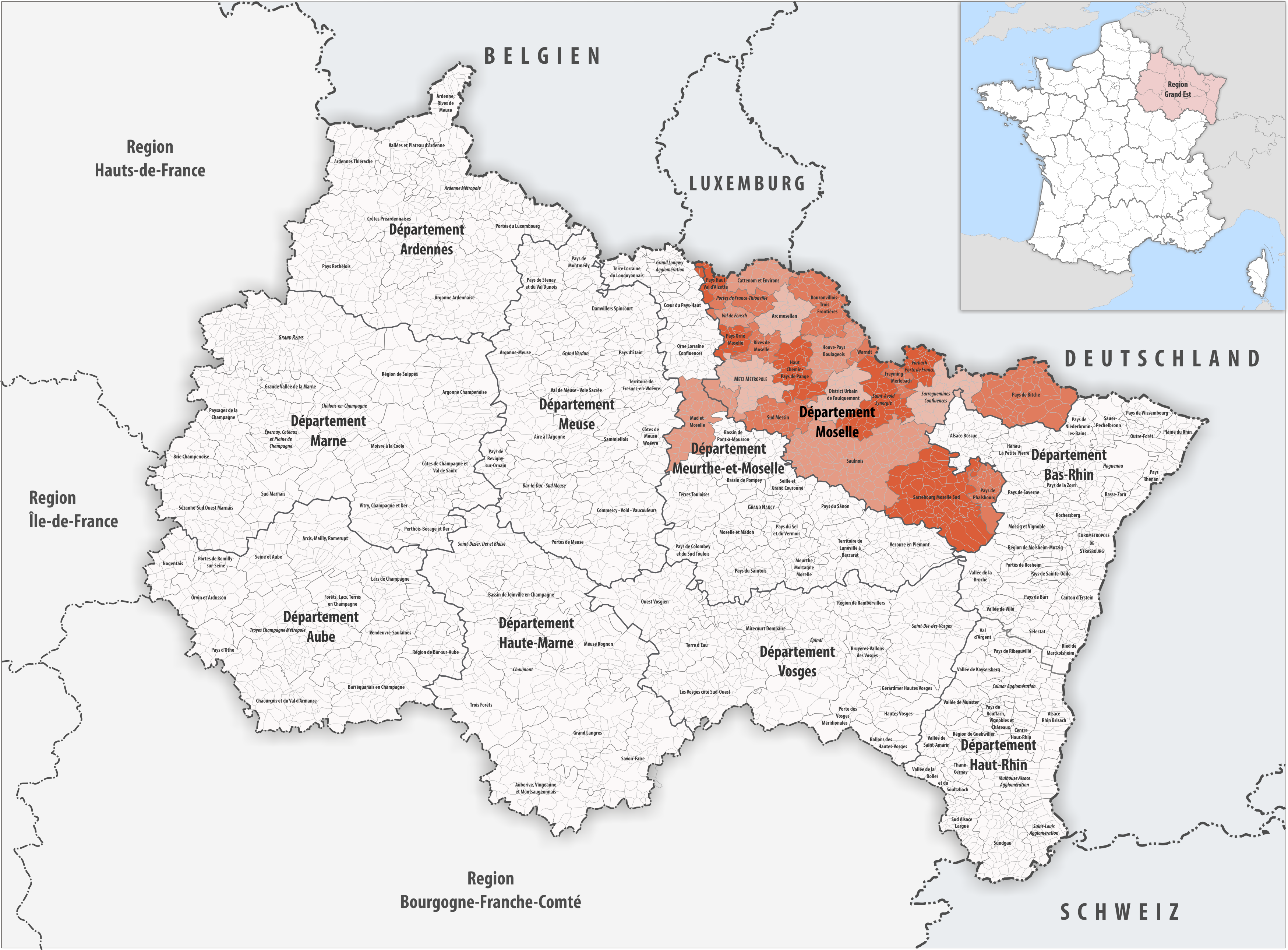
Gemeindeverbände im Département Moselle

| Gemeindeverband                | Gemeinden im Départ./Verband | Einwohner 1. Januar 2022 | Fläche km² | Dichte Einw./km² | SIREN- Nummer | Rechtsform                 | Gründungsdatum     |
| ------------------------------ | ---------------------------- | ------------------------ | ---------- | ---------------- | ------------- | -------------------------- | ------------------ |
| Arc Mosellan                   | 26/26                        | 35.812                   | 224,02     | 160              | 245 701 354   | Communauté de communes     | 9. Dezember 2003   |
| Bouzonvillois-Trois Frontières | 40/40                        | 24.154                   | 329,60     | 73               | 200 067 486   | Communauté de communes     | 1. Januar 2017     |
| Cattenom et Environs           | 22/22                        | 27.687                   | 197,39     | 140              | 245 700 695   | Communauté de communes     | 16. Januar 1986    |
| District Urbain de Faulquemont | 33/33                        | 24.038                   | 259,62     | 93               | 245 700 133   | Communauté de communes     | 17. Juni 1970      |
| Eurométropole de Metz          | 46/46                        | 230.314                  | 324,11     | 711              | 200 039 865   | Métropole                  | 1. Januar 2014     |
| Forbach Porte de France        | 21/21                        | 75.399                   | 139,08     | 542              | 245 700 372   | Communauté d’agglomération | 23. Dezember 2002  |
| Freyming-Merlebach             | 11/11                        | 31.361                   | 74,30      | 422              | 245 700 398   | Communauté de communes     | 3. Dezember 2001   |
| Haut Chemin-Pays de Pange      | 28/28                        | 19.286                   | 257,94     | 75               | 200 067 957   | Communauté de communes     | 16. September 2016 |
| Houve-Pays Boulageois          | 37/37                        | 22.769                   | 252,36     | 90               | 200 067 650   | Communauté de communes     | 16. September 2016 |
| Mad et Moselle                 | 7/47                         | 19.144                   | 457,20     | 42               | 200 070 738   | Communauté de communes     | 12. Dezember 2016  |
| Pays de Bitche                 | 46/46                        | 33.184                   | 602,37     | 55               | 200 069 441   | Communauté de communes     | 23. November 2016  |
| Pays Haut Val d’Alzette        | 6/8                          | 29.465                   | 72,88      | 404              | 245 701 404   | Communauté de communes     | 17. Dezember 2004  |
| Pays Orne Moselle              | 12/12                        | 52.783                   | 93,07      | 567              | 245 701 271   | Communauté de communes     | 4. Oktober 2000    |
| Pays de Phalsbourg             | 26/26                        | 17.096                   | 183,31     | 93               | 245 700 950   | Communauté de communes     | 16. Dezember 1994  |
| Portes de France-Thionville    | 13/13                        | 84.449                   | 156,50     | 540              | 245 701 362   | Communauté d’agglomération | 30. Dezember 2003  |
| Rives de Moselle               | 20/20                        | 53.122                   | 126,07     | 421              | 200 039 949   | Communauté de communes     | 1. Januar 2014     |
| Saint-Avold Synergie           | 41/41                        | 51.750                   | 347,54     | 149              | 200 067 502   | Communauté d’agglomération | 27. September 2016 |
| Sarrebourg Moselle Sud         | 76/76                        | 45.143                   | 809,21     | 56               | 200 068 146   | Communauté de communes     | 15. November 2016  |
| Sarreguemines Confluences      | 37/38                        | 63.122                   | 340,50     | 185              | 200 070 746   | Communauté d’agglomération | 23. Dezember 2016  |
| Saulnois                       | 128/128                      | 28.102                   | 974,39     | 29               | 245 701 206   | Communauté de communes     | 31. Dezember 1997  |
| Sud Messin                     | 34/34                        | 17.033                   | 249,87     | 68               | 200 039 907   | Communauté de communes     | 1. Januar 2014     |
| Val de Fensch                  | 10/10                        | 70.898                   | 86,23      | 822              | 245 701 222   | Communauté d’agglomération | 9. Dezember 1999   |
| Warndt                         | 5/5                          | 17.369                   | 47,52      | 366              | 245 701 164   | Communauté de communes     | 24. Februar 1997   |